# Ksoedatsj
De Ksoedatsj (Russisch: Ксудач), ook bekend onder de namen Vostotsjny Chrebet (oostelijk gebergte), Stoebel en Vonjoetsjy Chrebet (stinkend gebergte), is een vulkanisch massief in het zuiden van het Russische schiereiland Kamtsjatka. Op basis van de topografische en geologische gesteldheid is het aangewezen als natuurmonument.

## Structuur
De vulkaan vormt onderdeel van de oostelijke vulkaangordel van Kamtsjatka, maar ligt hier wat buiten, in de buurt van de oostelijke Pacifische kust. Het vulkanisch massief heeft een hoogte van 900 tot 1000 meter met een topografische prominentie van 500 meter in het oosten tot 700 meter in het westen.
De Ksoedatsj is een stratovulkaan, die aan de basis een diameter van bijna 35 kilometer heeft en een grote caldera vormt van 22 bij 18 kilometer (aan de basis). Deze caldera bevat verschillende kleinere caldera's, die ontstonden tijdens vijf verschillende uitbarstingen. De twee grote caldera's, waarbinnen de andere drie kleinere liggen, werden gevormd aan het einde van het Pleistoceen en de drie kleinere tijdens het Holoceen (ca. 6800 v.Chr., 4000 v. Chr. en 240 na Chr.). In het noorden van het complex ligt een jonge vulkanische kegel, de Sjtjoebelja (relatief gezien 77 meter hoog), de Russische transliteratie van 'Stübel'; de vulkaan werd vernoemd naar de Duitse vulkanoloog Moritz Alphons Stübel. Deze kegel heeft geleidelijk oplopende hellingen en in de caldera bevinden zich twee kratermeren; in het midzuiden het Kljoetsjevojemeer (2-3 bij 4 kilometer met oevers die aan bijna alle zijden wordt omgrensd door steile hellingen met een hoogte van 400 tot 500 meter en een diepte tot 85 meter) en ten noordnoordoosten hiervan, als een soort baai in de krater van de Sjtjoebelja, het Sjtjoebeljameer. Tussen het Kljoetsjevojemeer en de Sjtjoebeljakrater ligt het massief Parjasjtsji oestoep, dat aan de oostzijde bijna loodrecht afloopt in het Kljoetsjevojemeer. Er bevindt zich daar echter wel een klein stukje strand waar zich de aan de oever de Ksoedatsjheetwaterbronnen (of Sjtsjoebljaheetwaterbronnen) bevinden. Ook op de bodem van het meer bevinden zich heetwaterbronnen, die het water verwarmen en ervoor zorgen dat de oevers van het meer ook 's winters niet bevriezen. De gemiddelde watertemperatuur varieert van 30 tot 70°C. Op het meer drijven thermofiele algenvelden. Het massief wordt doorsneden door het kreekje Teplaja ("heet"), dat op 1 kilometer van de bron een waterval van ongeveer 10 meter hoog vormt. De hellingen van het massief zijn begroeid met elzenstruiken, gras en toendravegetatie.

## Uitbarstingsgeschiedenis
De vulkaan ontstond op de grens van het Vroege en het Midden-Pleistoceen. De ontstaansgeschiedenis vond plaats in vier stadia, waarbij elk stadium gepaard ging met explosieve uitbarstingen en de vorming van calderas. In latere stadia ontstonden ook sintelkegels en lavastromen. De vulkaan is enigszins vergelijkbaar met de Oezon, waar de uitbarstingen ook gepaard gingen met een verlaging van de vulkaan.
De zwaarste activiteit van de Ksoedatsj vond plaats tijdens het derde stadium, waarbij een grote lading puimsteen werd uitgestoten en caldera's werden gevormd. Tijdens dit stadium vonden 6 tot 7 uitbarstingen plaats, waarbij een grote hoeveelheid pyroclastisch gesteente werd uitgeworpen tussen 6800 v.Chr. en 240 na Chr. Hierdoor ontstond een dikke pyroclastische laag en drie elkaar overlappende caldera's. De uitbarstingen van 4000 v.Chr. veroorzaakten veel breccie, pyroclastische stromen en pyroclastische neerslag.

### Uitbarsting van 240
De uitbarsting van 240 na Chr. was met een uitgeworpen volume van 18 tot 19 km³ (15 via neerslag en 3 tot 4 via stromen) de zwaarste Holocene uitbarsting van Kamtsjatka (VEI=6) na de uitbarsting die het Koerilenmeer deed ontstaan. De hoogte van de uitbarstingskolom is geschat op 22 tot 30 kilometer en het volume van de ontstane caldera (4 x 6,5 km) op 6,5 tot 7 km³. Resten van pyroclastische stromen van de uitbarsting zijn gevonden tot op 20 kilometer van de vulkaan en tefraresten tot op 1000 kilometer afstand. Deze tefra bestond met name uit puinlapilli en bommen. Deze uitbarsting had waarschijnlijk een catastrofale uitwerking op de ecologie van het schiereiland; op basis van afzettingen van pyroclasische stromen en zware tefraneerslag (op basis van een asdikte-isopache van 40 cm) is bepaald dat een gebied van ten minste 400 tot 500 km² volledig moet zijn verwoest. Daarnaast werd de begroeiing in aangrenzende gebieden ter grootte van 12.000 km² (isopache van 5 tot 40 cm) negatief beïnvloed door de uitbarsting.

### Ontstaan van de Sjtjoebelja
Tijdens het vierde stadium werd veel puimsteen afgezet op de bodem van de caldera's en de riviervalleien op de hellingen van de vulkaan. De Sjtjoebelja ontstond rond 600 in het zuidwestelijke deel van een van de caldera's en bevat aan haar noordoostelijke voet een dacietische extrusie. In de historische geschiedenis vond een krachtige uitbarsting van de krater van de Sjtjoebelja plaats waarbij een kraterpijp van 1 bij 1,7 kilometer ontstond en ten noorden van de vulkaan een grote lading puimsteen werd afgezet met een dikte van 4 tot 5 meter. In het kraterbekken werd de Sjtjoebeljabaai gevormd. De uitbarsting werd beëindigd door een krachtige freatische uitbarsting, waarbij puim met veel fragmenten van olivijn-pyroxeen-plagioklaasformaties werd afgezet.

### Uitbarsting van 1907
Op 28 maart 1907 begon de voorlopig laatste uitbarsting van de Ksoedatsj en tevens een van de zwaarste van de historische geschiedenis van Kamtsjatka. De uitbarsting vond plaats in de Sjtjoebelja en was vergelijkbaar met die van Bezymjanny van 1956 en die van de Sjiveloetsj van 1964. Bij deze uitbarsting met een kracht van VEI=5 werd 2,4 kubieke kilometer tefra (rots, as en puin) uitgeworpen en de as werd door de wind tot op 200 kilometer afstand afgezet (tot aan de oevers van de Tigil en op Karaginski-eiland), waar het neerkwam als een laag over het land en sommige plaatsen het aanzicht van een woestijn gaf. Door de giftige gassen die ontsnapten stierf het bos tot op 10 tot 15 kilometer rond de vulkaan en het struikgewas nog verder. De winter duurde langer en het gras kon pas in de zomer zich door de laag met as heen breken. Vulkanisch stof werd hoog weggeblazen en met de windstromingen mee over een groot deel van de aarde verspreid. In Europa werden langere schemeringen en ongewoon roodachtige zonsopgangen gemeld. Door de explosie verdween een deel van de top van de Sjtjoebelja en ontstond een krater van 1300 bij 1500 meter, waar het Sjtjoebeljameer werd gevormd. Het aanzicht van de vulkaan, zoals in de 19e eeuw nog opgetekend door Karl von Ditmar, veranderde hierdoor volledig. De inwoners van Kamtsjatka kwamen er overigens pas in 1910 achter dat de Ksoedatsj verantwoordelijk was voor de plotselinge verstoring van het weer en de asregens.

### Huidige activiteit
Bij de Sjtjoebelja bevindt zich fumarole- en hydrothermale activiteit. Stoom stijgt op uit de extrusies Gorjatsji Oetes en Parjasjtsji Greben. De thermale velden bevinden zich aan de oevers van de beide kratermeren, maar de krachtigste hiervan (Gorjatsji pljazj) bevindt zich aan de voet van de extrusies.